# Trichomma enecator
Trichomma enecator är en stekelart som först beskrevs av Rossi 1790.  Trichomma enecator ingår i släktet Trichomma och familjen brokparasitsteklar. Arten är reproducerande i Sverige. Inga underarter finns listade i Catalogue of Life.